# Onicotillomania
L'onicotillomania è un comportamento compulsivo in cui un individuo  si gratta costantemente le unghie o cerca di strapparle. Questo comportamento non va confuso con l'onicofagia, dove le unghie vengono morse o masticate, o con la dermatillomania, in cui la persona cerca di mordere o graffiare la pelle. L'onicotillomania è classificata come un comportamento ripetitivo incentrato sul corpo nel DSM-5 ed è una forma di stuzzicamento della pelle, noto anche come disturbo da escoriazione.
Tale comportamento può essere associato a disturbi psichiatrici come nevrosi depressiva, deliri di infestazione e ipocondria.
Questo comportamento è stato nominato "onicotillomania" dal dermatologo polacco Jan Alkiewicz.
La costante distruzione del letto ungueale può provocare onicodistrofia, paronichia  e l'oscuramento dell'unghia.
Alcuni casi di onicotillomania sono stati trattati con successo tramite l'utilizzo di antipsicotici.
Una soluzione economica suggerita dai ricercatori è quella di coprire la piega prossimale dell'unghia con una colla cianoacrilica  in quanto iIl meccanismo d'azione migliorativo è probabilmente legato alla presenza di un ostacolo alla raccolta." 